# 小行星4896
小行星4896（英語：4896 Tomoegozen）是一颗围绕太阳公转的小行星。1986年12月20日，新島恒男、浦田武在尾島町发现了此天体，以巴御前（Tomoe Gozen）命名。
这颗小行星的绝对星等为96.24102269965962等。